# Иордан, Герман Жак
Герман Жак Иордан (нидерл. Hermann Jacques Jordan; 9 июля 1877, Париж, Франция — 21 сентября 1943, Вагенингене, Нидерланды) — нидерландский физиолог, член Нидерландской королевской академии наук и Леопольдины.

## Биография
Родился Герман Жак Иордан 9 июля 1877 года в Париже. В 1896 году он окончил реальную гимназию в Айзенахе. В 1896—1897 года изучал естественные науки в Вюрцбургском университете. С 1898 года работает на Неаполитанской биологической станцию, где работал ассистентом профессора Антона Дорна. В 1901 году окончил Боннский университет с защитой диссертации по физиологии двигательной активности улитки Aplysia limacina. С 1915 по 1943 годы возглавил организованный им же самим Институт сравнительной физиологии при Утрехтском университете.
В 1902–1907 годах Иордан работал в Цюрихе в Concilium Bibliographicum, продолжая при этом свои физиологические эксперименты с низшими животными. В 1904 году стал преподавателем в Цюрихском университете. В 1907 году получил должность ассистента в Тюбингенском университете. В 1911 году он получил звание профессора. С 1913 года работал в Утрехтском университете.
Скончался Герман Жак Иордан 21 сентября 1943 года в Вагенингене.

## Научные работы
Основные научные работы посвящены пищеварению, дыханию и сравнительной физиологии нервно-мышечного аппарата.
Герман Жак Иордан вместе со своими учениками дал ряд ценных работ по сравнительной физиологии всасывания биохимии пищеварения как беспозвоночных, так и низших позвоночных рыб. Герман Жак Иордан являлся преподавателем курса натурфилософии в философской школе в Амерс-форде.

## Признание заслуг
- Член Леопольдины с 1932 года[7].
- Член Нидерландской королевской академии наук с 1928 года[5].